# Palazzo Vitturi
Palazzo Vitturi è un palazzo di Venezia, ubicato nel sestiere di Castello, sul lato nord orientale di Campo Santa Maria Formosa, di cui è l'edificio più antico.

## Storia
Palazzo Vitturi è un edificio antichissimo: fu costruito nella seconda metà del XIII secolo e nei secoli è stato oggetto di ristrutturazioni e ammodernamenti che non ne hanno compromesso l'originario assetto.
Oggi, in buono stato di conservazione, il palazzo è sede di attività alberghiere e commerciali.

## Descrizione
La facciata di Palazzo Vitturi è quella di una struttura veneto-bizantina del Due-Trecento. 
Di particolare rilevanza sono le aperture e i decori del piano nobile: una quadrifora a sesto acuto centrale, affiancata da due coppie di monofore ogivali, intorno alle quali si vedono ancora formelle e patere dell'edificio originale. Le balaustre di cui sono fornite tali aperture si riferiscono a epoche successive (XVI-XVII secolo).
Nel mezzanino va messa in evidenza, al centro, una piccola trifora a tutto sesto.
L'ultimo piano, con le sue aperture rettangolari, è di epoca successiva al resto del complesso; anche il piano terra ha perso le sue originarie fattezze.
All'interno, al piano nobile, sono conservati degli affreschi.